# رکسانا ورزا
رکسانا ورزا مدیر کارآفرین ایرانی‌الاصل اهل ایالات متحده آمریکا است. وی در حال حاضر مدیرعامل مرکز رشد استیشن اف در فرانسه است.

## زندگی‌نامه
رکسانا ورزا ۸ فوریهٔ ۱۹۸۵ در یک خانواده مهاجر ایرانی در شهر سان‌فرانسیسکو به دنیا آمد، پدرش فارغ‌التحصیل دانشگاه استنفورد و مادرش معلم زبان بود که پس از انقلاب به آمریکا مهاجرت کردند و رکسانا هم در این کشور به دنیا آمد.

او در کالیفرنیا به مدرسه رفت و زبان فرانسه را هم در دوره دبیرستان آموخت و در سال ۲۰۰۶ مدرک زبان و ادبیات فرانسه را از دانشگاه UCLA دریافت کرد؛ سپس در سال ۲۰۰۷ به آژانس سرمایه‌گذاری بین‌المللی فرانسه پیوست و تصمیم به اقامت و ادامه تحصیل در فرانسه گرفت. او بین سال‌های ۲۰۰۹ تا ۲۰۱۱ مدارک کارشناسی ارشد خود را در رشته‌های تجارت بین‌الملل و سیاست اقتصاد بین‌الملل دریافت کرد، رشته‌هایی تحصیلی که زمینه‌های آشنایی او با استارتاپ‌ها و علاقه‌مندی‌اش را به این نوع شرکت‌های نوپا فراهم کرد،

## فعالیت و افتخارات
او در سال ۲۰۱۰ زمانی که ۲۵ ساله بود از سوی سایت بیزنس اینسایدر در جایگاه ششم لیست ۳۰ زن برتر کمتر از ۳۰ سال جهان در حوزه تکنولو‍ژی قرار گرفت.

او در دوران دانشجویی وبلاگ techbeguette را در حوزه استارتاپ‌ها راه‌اندازی کرد و اینکار زمینه‌ساز آن شد که بین سال‌های ۲۰۱۰ تا ۲۰۱۱ سردبیری یک وب‌سایت معتبر در زمینه استارتاپ‌ها را به عهده بگیرد.
وی هم‌اکنون در کنار مدیریت ایستگاه اف مسئول اجرای پروژه ۱۰۰۰ استارتاپ است. این پروژه یک انکوباتور بسیار بزرگ برای استارتاپ‌ها می‌باشد که به وسیله خاویر نایل راه‌اندازی شده‌است.
او یکی از زنان ثروتمند ایرانی الاصل است.